# Greaves (månekrater)
Greaves er et nedslagskrater på Månen. Det befinder sig på den nordlige halvkugle på Månens forside og er opkaldt efter den britiske astronom William M.H. Greaves (1897-1955).
Navnet blev officielt tildelt af den Internationale Astronomiske Union (IAU) i 1976. 
Før det blev omdøbt af IAU, hed dette krater Lick D.

## Omgivelser
Greaveskrateret ligger nær den sydvestlige rand af Mare Crisium. Krateret trænger ind i den nordlige rand af det lavaoversvømmede krater Lick. Mod nordvest ligger Yerkeskrateret og mod nordøst Picardkrateret.

## Karakteristika
Greaves er et cirkulært, skålformet krater med en lille kraterbund i centrum af de skrånende kratervægge.

## Måneatlas
- Billeder af Greaveskrateret i LPI-måneatlasset
- USGS-kort